# إريك تيلمان
إريك تيلمان (بالإنجليزية: Eric Tillman)‏ هو مدير عام أمريكي، ولد في 24 يوليو 1957 في جاكسون في الولايات المتحدة.